# Air Fortress
Air Fortress (エアーフォートレス Eā Fōtoresu?) är ett tv-spel som publicerades i Japan för Famicom i augusti 1987, i Nordamerika för Nintendo Entertainment System i september 1989 efter en första testrelease på 385 exemplar 1987, och en PAL-utgåva exklusivt i Australien 1989.